# Bart’s Girlfriend
«Bart’s Girlfriend» (с англ. — «Подруга Барта») — седьмая серия шестого сезона мультсериала «Симпсоны».

## Сюжет
Барт влюбляется в дочь Преподобного Лавджоя, Джессику. Однако, когда он начинает знакомиться с ней, она его игнорирует. В следующее воскресенье он решает прийти в воскресную школу, чтобы попытаться убедить её, что он хороший человек, но она по-прежнему игнорирует его. Разочарованный, Барт идёт в парк и разыгрывает садовника Вилли, но Барта ловят и дают ему наказание в виде трёх месяцев оставания после уроков. Джессика подходит к нему, чтобы выразить сочувствие, и приглашает его на ужин в свою семью.
Во время беседы с Лавджоями Барт грубо разговаривает за столом, за что Лавджои выгоняют его и запрещают встречаться с Джессикой. Тем не менее, Джессика говорит, что она поняла — Барт плохой мальчик и ей это нравится. Они начинают тайно встречаться и причинять вред городу. Барт быстро понимает, что Джессика (пример стереотипа ребёнка проповедника) ещё хуже ведёт себя, чем он, и во время проповеди пытается уговорить её одуматься. Хотя Джессика кажется согласной, она крадёт из тарелки пожертвования, переставляя её на несчастного Барта. Собрание ошибочно считает, что деньги украл Барт, когда видят его с пустой тарелкой. Хотя Гомер считает, что пожертвования украл Барт, Мардж верит ему, но Барт говорит, что не знает, кто украл пожертвования.
После выяснения истины Лиза понимает, что Барт взял на себя вину за преступление, которого не совершал, и в церкви говорит, что виновна Джессика. Горожане бегут в комнату Джессики и находят пожертвования под кроватью. Джессика говорит отцу, что украла пожертвования, чтобы привлечь к себе внимание. Она наказывается мытьём ступенек церкви, а Барт, по настоянию Мардж, получает извинения от горожан. Позже Барт подходит к церкви и спрашивает у Джессики, чему она научилась, на что Джессика отвечает, что она поняла — она умеет манипулировать мужчинами. Барт соглашается доделать работу Джессики, и она убегает с другим парнем. Однако, как только она уходит, он хихикает о том, что он плохо помоет ступеньки.

## Культурные отсылки
- В сцене, где родители ловят детей и заставляют их идти в церковь — отсылка к фильму «Планета обезьян», где обезьяны ловят людей.
- После того, как Барта подозревают в краже пожертвований, он вынужден ходить в смирительной рубашке, подобную носил Ганнибал Лектер в фильме «Молчание ягнят».
- Во время озорства Барта и Джессики звучит музыкальная тема «Misirlou» из фильма «Криминальное чтиво».
- Когда Барт говорит, что Джессика умная, красивая и лгунья, он говорит про предыдущую подругу Сару словами: «Сара скучная и длинная», на что подслушивающая Сара расплакалась. «Сара скучная и длинная» — это книга Патрисии МакЛахлан.
- У Лавджоев есть копия картины Леонардо да Винчи «Тайная вечеря».
- Знак у Спрингфилдской церкви гласит: «Злые женщины в истории: от Иезавели до Джанет Рено».

## Отношение критиков и публики
В своём первоначальном американском вещании эпизод стал 53-м, с 9,6 миллионами по рейтингу Нильсена. Это был третий самый высокий рейтинг шоу на сети Fox за ту неделю после «Беверли-Хиллз, 90210» и «Женаты… с детьми».
Эпизод получил положительные отзывы от поклонников и критиков. Авторы книги «I Can’t Believe It’s a Bigger and Better Updated Unofficial Simpsons Guide» Уэрэн Мартин и Адриан Вуд написали: «Бедный Барт берёт на себя очень жестокую Джессику в ловком обращении с предполовой любви. Мы очень полюбили сцену, в которой Барт выпрыгивает из церкви в окно, после чего Гомер кричит: „Он выпрыгнул в окно“.» Гид DVD Movie Колин Якобсон написал: «Мы не часто видим Барта в симпатичном свете, поэтому это весело. Эпизод напоминает о серии „New Kid on the Block“, там Барт тоже влюбился, но сами эпизоды отличаются, потому что тут Джессика отвечают взаимностью, как плохой ребёнок, и мы получаем много веселых моментов в этой замечательной серии.» Адам Финли из «TV Squad» сказал: «Гомер и Мардж остаются на заднем плане в течение большей части серии, а Барт и Лиза становятся главными героями. Ранее эпизоды, казалось, сосредотачиваются на вражде между братом и сестрой, и всегда хорошо, когда шоу показывает их любовь друг к другу, в отличие от соперничества. В этой серии Лиза действительно хочет помочь Барту и это очень трогательно.»
Мерил Стрип стала одной из лучших приглашённых звёзд в одноимённом списке журнала «Entertainment Weekly». Корреспондент «Total Film» Натан Динум назвал Мерил Стрип пятой в списке лучших приглашённых звёзд, сказав, что она идеально сочетает в персонаже привлекательное и дьявольское, как мятежная дочь Преподобного Лавджоя. Дэвид Миркин сказал Los Angeles Daily News, что «Bart’s Girlfriend» и «Homer the Great» — лучшие серии шестого сезона. Также Миркин сказал в интервью, что ему понравился момент, в котором Нельсон бьёт Барта и он 2 минуты восстанавливается после него, что считает реалистичным. Нэнси Картрайт сказала «Chicago Tribune», что этот эпизод и «Lisa’s Substitute» являются её любимыми сериями.